# Праця неповнолітніх

Конвенція мінімального віку, яка врегульовує глобальне законне працевлаштування неповнолітніх

Пра́ця неповнолі́тніх (англ. minors employment) — врегульована трудовим законодавством про працю неповнолітніх осіб, які не досягли 18 років. У трудових правовідносинах прирівнюються у правах до повнолітніх. Однак, у галузі охорони праці та робочого часу, надання відпусток та деяких інших умов праці неповнолітні користуються рядом законних пільг. За загальним правилом, прийняття на роботу осіб молодших 16 років не допускається. Як виняток, за згодою одного із батьків або особи, що його замінює, можуть прийматись на роботу особи, які досягли 15 років.
Беручи до уваги бажання багатьох дітей працювати влітку або під час шкільних канікул, у Кодексі законів про працю України є уточнення, що для підготовки молоді до продуктивної праці допускається прийняття на роботу учнів загальноосвітніх шкіл, професійно-технічних і середніх спеціальних навчальних закладів для виконання легкої роботи, що не завдає шкоди здоров'ю й не порушує процесу навчання, у вільний від навчання час по досягненні ними чотирнадцятирічного віку за згодою одного з батьків або особи, що їх замінює.

## Загальні умови
Усі особи молодші вісімнадцяти років приймаються на роботу лише після попереднього медичного огляду; надалі, до досягнення 21 року, вони щороку підлягають обов'язковому медичному оглядові (ст. 191 КЗпП).
На кожному підприємстві, в установі, організації ведеться спеціальний облік працівників, які не досягли вісімнадцяти років, з зазначенням дати їх народження (ст. 189 КЗпП).

## Права неповнолітніх працівників
Неповнолітні працівники мають право:
- на скорочену тривалість робочого часу (ст. 193 КЗпПУ): у віці 16—18 років — 36 годин на тиждень; у віці 15—16 років (для учнів віком 14—15, які працюють у період канікул) — 24 години на тиждень (ст. 51 КЗпП);
- щорічні відпустки працівникам віком до вісімнадцяти років надаються у зручний для них час. Щорічні відпустки працівникам віком до вісімнадцяти років повної тривалості у перший рік роботи надаються за їх заявою до настання шестимісячного терміну безперервної роботи на даному підприємстві, в установі, організації (ст. 195 КЗпП).
- на виплату заробітної плати за скороченої тривалості щоденної роботи в такому самому розмірі, як працівникам відповідної категорії за повної тривалості щоденної роботи (ст. 194 КЗпПУ);
- на щорічну відпустку тривалістю один календарний місяць, що повинна надаватися будь-якої пори року за бажанням працівника (ст. 195 КЗпПУ).

### Неповнолітніх працівників не мають права залучати
- до виконання важкої роботи зі шкідливими та небезпечними умовами праці, до роботи в нічний час, у вихідні дні, а також до підземних робіт (ст. 190 КЗпПУ);
- до надурочних робіт, підіймання і переміщення предметів, маса яких перевищує встановлені граничні норми ваги.

Зокрема, до роботи, що потребує підіймання та переміщення важких речей, допускаються підлітки, які не мають медичних протипоказань, що засвідчено відповідним лікарським свідоцтвом. До тривалої роботи по підійманню та переміщенню важких речей підлітки до 15 років не допускаються. Роботодавець повинен забезпечити обов'язкове проходження працюючими у нього підлітками попереднього та наступних періодичних медичних оглядів. Загальна тривалість робочого часу підлітків не повинна перевищувати 24 год. на тиждень для підлітків 14—15 років та 36 год. — для підлітків 16—17 років. Обов'язковим повинен бути рівномірний розподіл тижневого робочого часу за днями п'яти- або шестиденного робочого тижня. Робота підлітків з вантажами не повинна становити більше 1/3 робочого часу. При цьому застосовуються наступні обмеження щодо ваги вантажу: при короткочасній роботі для юнаків та дівчаток 14 років — 5 та 2,5 кг відповідно, 15 років — 12 та 6 кг відповідно, 16 років — 14 та 7 кг відповідно, 17 років — 16 та 8 кг відповідно; при тривалій роботі, починаючи з 15 років для юнаків — 8,4 та дівчат — 4,2 кг, 16 років — 11,2 та 5,6 кг відповідно, 17 років — 12,6 та 6,3 кг відповідно.
Тривалість робочого часу учнів, які працюють протягом навчального року у вільний від навчання час, не може перевищувати половини максимальної тривалості робочого часу для осіб відповідного віку (п. 1 ч. 1 ст. 51 КЗпП).

## Норми виробітку для молодих робітників
Для робітників віком до вісімнадцяти років норми виробітку встановлюються виходячи з норм виробітку для дорослих робітників пропорційно скороченому робочому часу для осіб, які не досягли вісімнадцяти років. Власником чи уповноваженим органом можуть встановлюватися також знижені норми виробітку. Для молодих робітників, які поступають на підприємство, в організацію після закінчення загальноосвітніх шкіл, професійно-технічних навчальних закладів, курсів, а також для тих, що пройшли навчання безпосередньо на виробництві, в передбачених законодавством випадках і розмірах та на визначені ним строки можуть затверджуватись знижені норми виробітку. Ці норми затверджуються власником або уповноваженим ним органом за погодженням з профспілковим комітетом (ст. 193 КЗпП).
Працівникам, які проходять виробниче навчання або навчання в навчальних закладах без відриву від виробництва, власник або уповноважений ним орган мають створювати необхідні умови для поєднання роботи з навчанням (надавати спеціальні відпустки, інші пільги) (глава 14 КЗпП).